# 东厂
東廠，其全名為東緝事廠，廠衛之一。中國明朝時期由宦官执掌的特權監察、情治機構，偵查異見人士，以鎮壓反對力量。
东廠執行公務時，與錦衣衛相同，持有「駕帖」以証明自己代皇帝行事，並且由刑科给事中的「佥签」。東廠与其他两厂（西厂、内行厂）一卫（锦衣卫）合称“厂卫”，主要偵查以反叛亂、捉拿異議分子為主，是明朝“特务治国”的象征。清代「以軍法從事」常態化遂罷。

## 起源
原為藩王的明成祖朱棣，以靖難之役起事興兵奪位，篡奪了建文帝的中央政權，故異議分子紛起。永樂十八年（1420年），明成祖遷都北京後，為了鎮壓政治上的反對力量，決定設立一個稱為「東緝事廠」，簡稱“東廠”的新衙門，地點位於燕京（今北京）東安門之北，一說東華門旁。（今北京東城區東廠胡同，據說系原東廠所在地。）

## 職掌
明成祖創立東廠，是特務與秘密警察機關，由大內宦官提督東廠。東廠的主要職責是監視政府、軍隊、官員、士人、社會名流、學者等各種政治力量，並將監視結果直接向皇帝匯報，整肅異議份子、政治犯或者其他罪犯。依據偵查得到的情報，對於那些地位較低的政治反對派，不經司法審判，東廠可以直接逮捕甚或刑求；而對於名人、門閥、高官、政要或者有皇室、貴族身份的高地位反對派，東廠在得到皇帝或朝廷的授權後也能夠對其執行刑訊。
明代知名的太监黃錦、冯保、陳矩、魏忠贤等都曾任東廠提督。

## 編制
東廠的行政長官為欽差掌印太監，全稱職銜為：「欽差總督東廠官校辦事太監」，後因避明熹宗諱而改稱為「欽差總督東廠官旗辦事太監」，簡稱「總督東廠」或「提督東廠」。宦官與錦衣衛尊稱其為督主，士大夫稱其為廠督、廠璫（璫，宦官的雅稱），尊稱為廠公。初設時由內官二十四衙門中皇帝親信宦官掌管。明代嘉靖之後，由於司禮監權力的擴張，司禮監秉筆太監或掌印太監掌管東廠成為慣例。
東廠的屬官有「掌刑千戶」、「理刑百戶」各一員，由「錦衣衛千戶」、「錦衣衛百戶」來擔任，稱「貼刑官」。
隸役（稱掌班、領班、司房，共四十餘人）、「緝事」（稱「役長」和「番役」）等軍官由錦衣衛撥給。
東廠入內即擺設大幅岳飛畫像，提醒東廠人員辦案毋枉毋縱。

### 制式武器
東廠錦衣衛制式兵器：雙刀（繡春刀、同一刀鞘），一刀之刀柄刻「東」字、另一刀之刀柄刻「廠」字。合刀「東廠」二字相對面置內側。

## 文化

### 影視作品

#### 電影
- 《俠女》
- 《龍門客棧》
- 《笑傲江湖》
- 《新龍門客棧》
- 《錦衣衛》
- 《龍門飛甲》
- 《繡春刀》

#### 電視劇
- 《金裝四大才子》
- 《血薦軒轅》
- 《超時空男臣》
- 《翻生武林》
- 《怪侠一枝梅》
- 《新白髮魔女傳》
- 《成化十四年》

#### 舞台劇
- 相聲瓦舍《東廠僅一位》
- 相聲瓦舍《公公徹夜未眠》

## 游戏作品

### 电脑游戏
- 《侠客风云传》：可协助东厂厂公陈公公和诚王谋反。
- 《武林志》：可入宫成为二十四衙门太监，最后晋任为东厂提督。

## 其他條目
- 十二監二十四衙門
- 第三次宦官時代